# Verdi-Mogul
Verdi-Mogul è un census-designated place (CDP) degli Stati Uniti, situato nella Contea di Washoe nello stato del Nevada. Nel censimento del 2000 la popolazione era di 2.949 abitanti. Appartiene all'area metropolitana di Reno-Sparks.

## Geografia fisica
Secondo i rilevamenti dell'United States Census Bureau, la località di Verdi-Mogul si estende su una superficie di 62,6 km², dei quali 62,4 km² sono occupati da terre, mentre 0,2 km² sono occupati dalle acque.

## Popolazione
Secondo il censimento del 2000, a Verdi-Mogul vivevano 2.949 persone, ed erano presenti 841 gruppi familiari. La densità di popolazione era di 47,3 ab./km². Nel territorio comunale si trovavano 1.213 unità edificate. Per quanto riguarda la composizione etnica degli abitanti, il 96,13% era bianco, lo 0,51% era afroamericano, lo 0,20% era nativo e l'1,05% era asiatico. Lo 0,78% della popolazione apparteneva ad altre razze e l'1,32% a più di una. La popolazione di ogni razza ispanica corrispondeva al 3,29% degli abitanti.
Per quanto riguarda la suddivisione della popolazione in fasce d'età, il 25,3% era al di sotto dei 18, il 5,0% fra i 18 e i 24, il 23,3% fra i 25 e i 44, il 36,2% fra i 45 e i 64, mentre infine il 10,3% era al di sopra dei 65 anni di età. L'età media della popolazione era di 44 anni. Per ogni 100 donne residenti vivevano 102,1 maschi.